# 稜之大介
稜之 大介（かどくに だいすけ、1979年9月28日 - ）は、日本の漫画家。身長178cm。

## 経歴
- 『ザンシン-残心-』で、第67回（2004年上期）手塚賞最終候補（"オゼキ ダイスケ"名義）。その後浅田弘幸のアシスタントを経験し、ジャンプスクエア（集英社）創刊号より連載の『アキバザイジュウ』にてデビュー。
- 同人サークル「チームバーサス」の「少年バーサスVERSUS」という雑誌で作品を何度か発表しているが、今後同人活動を継続するかは不明。
- 大小大人とは昭和第一高等学校のクラスメイトある。

## 作品リスト
- アキバザイジュウ（原作兼主人公。ジャンプスクエア2007年12月号 - 2008年8月号、集英社）
- Reader's SQ.（ジャンプスクエア読者コーナー。イラスト担当。集英社）
- SPEC〜翔〜 THE 4コマ（原作協力：大小大人、2012年3月26日 - 2012年6月14日、TBSブックス★）
- かけてもいいが、これは絶対に恋ではない。（脚本：大小大人、裏サンデー2012年9月25日 - 2013年3月12日、小学館）
- 葉隠 （語り部：小池一夫、2013年11月1日、ストレンジャーソレント、小池書院
- 無景映し 清十郎 （原作：流圭、2014年3月1日、ストレンジャーソレント、小池書院

## 師匠
- 浅田弘幸